# Epipagis
Epipagis är ett släkte av fjärilar. Epipagis ingår i familjen Crambidae.

## Dottertaxa tillEpipagis, i alfabetisk ordning[1]
- Epipagis adipaloides
- Epipagis alexalis
- Epipagis bistigmalis
- Epipagis brunneoflavalis
- Epipagis calis
- Epipagis calonalis
- Epipagis cistrosticalis
- Epipagis citrinalis
- Epipagis citronalis
- Epipagis costistictalis
- Epipagis dilecticolor
- Epipagis diopalis
- Epipagis disparilis
- Epipagis distictalis
- Epipagis elealis
- Epipagis elongalis
- Epipagis enderythralis
- Epipagis ennoduisalis
- Epipagis equicalcaralis
- Epipagis fenestralis
- Epipagis finbaralis
- Epipagis finitalis
- Epipagis flavibaccata
- Epipagis flavidissimalis
- Epipagis forsythae
- Epipagis fortunata
- Epipagis furvipicta
- Epipagis griseicincta
- Epipagis hedychroalis
- Epipagis hilarodes
- Epipagis holocrossa
- Epipagis huronalis
- Epipagis liparalis
- Epipagis lygialis
- Epipagis mettiusalis
- Epipagis microspilalis
- Epipagis miltochristalis
- Epipagis minor
- Epipagis monostictalis
- Epipagis mopsalis
- Epipagis odulphalis
- Epipagis olesialis
- Epipagis oriolalis
- Epipagis peritalis
- Epipagis pictalis
- Epipagis polythiptalis
- Epipagis prolalis
- Epipagis pulchellalis
- Epipagis quadriserialis
- Epipagis roseocinctalis
- Epipagis rufiscripta
- Epipagis sanguimarginalis
- Epipagis selinialis
- Epipagis serinalis
- Epipagis serosalis
- Epipagis setinalis
- Epipagis stictoperalis
- Epipagis strigiferalis
- Epipagis suffusalis
- Epipagis taedialis
- Epipagis togalis
- Epipagis trisemalis
- Epipagis triserialis
- Epipagis tristalis
- Epipagis ulricalis
- Epipagis vespertinalis
- Epipagis wollastoni
- Epipagis zinghalis